# Rémi Gomis
Rémi Gomis (Versailles, 14 febbraio 1984) è un ex calciatore francese naturalizzato senegalese, di ruolo centrocampista.